# علی رضایی (نماینده مجلس)
علی رضایی سیاستمدار ایرانی است. وی موفق شد در یازدهمین انتخابات مجلس شورای اسلامی که در تاریخ ۲ اسفند ۱۳۹۸ برگزار شد، با کسب ۳۶ هزار و ۳۴۱ رای از مجموع ۱۱۱ هزار و ۵۹۶ رای، از حوزه انتخابیه کنگاور، صحنه و هرسین از استان کرمانشاه انتخاب گردد و به مجلس راه یابد.

## فعالیت‌ها
- وی در تاریخ ۲۲ تیر ۱۳۹۹ با کسب ۹۷ رای موافق از مجموع ۱۹۷ رای به عنوان نماینده ناظر بر اجرای ماده ۳۷ قانون مالیات بر ارزش افزوده انتخاب شد.[۲]